# Pavelló Municipal Girona-Fontajau
Der Pavelló Municipal Girona-Fontajau (spanisch Pabellón Municipal Gerona-Fontajau) ist eine Mehrzweckhalle in der spanischen Stadt Girona (spanisch Gerona), Provinz Girona, der Autonomen Gemeinschaft Katalonien. 

## Geschichte
Die städtische Halle wurde von 1991 bis 1993 erbaut und am 4. September 1993 eingeweiht. Vorwiegend wird sie für den Basketball genutzt. Von 1993 bis 2013 war es die Heimspielstätte des CB Girona (1989–2008) bzw. später unter dem anderen Namen CB Sant Josep (2008–2013). Gegenwärtig nutzen, der vom ehemaligen NBA-Spieler Marc Gasol 2014 gegründete, Bàsquet Girona und die Frauen des Uni Girona CB (Liga Femenina de Baloncesto) von 2005, die Sportstätte. Bàsquet Girona stieg 2022 von der zweitklassigen Liga Española de Baloncesto in das spanische Oberhaus, die Liga ACB, auf. Neben dem Sport wird der Pavelló Municipal auch für Konzerte (z. B. Malú, La Oreja de Van Gogh, Estopa, Extremoduro, Manowar, Manolo García, Álex Ubago, Mägo de Oz, Soziedad Alkoholika oder Alejandro Sanz) genutzt.
Die Halle ist in zwei Bereiche (für die Öffentlichkeit auf der oberen Ebene und für die Sportler auf der unteren Ebene) mit eigenen Eingängen unterteilt und bietet zu Sportveranstaltungen 5500 Zuschauerplätze. Maximal finden 5774 Besucher einen Platz. Neben dem Hauptspielfeld mit mobilem Parkettboden mit den Maßen 40 × 20 m gibt es ein mobiles Trainingsspielfeld mit Parkettboden und den Maßen 20,9 × 13,5 m im Bereich der an die Wand verschiebbaren Tribüne. Ausgezogen vervollständigt sie den umlaufenden Tribünenring. Die Trainingshalle bietet ein Spielfeld mit Parkett und den Maßen 33 × 19 m. Des Weiteren verfügt der Pavelló z. B. über einen Kraftraum (12 × 11 m), vier Umkleidekabinen für die Mannschaften, zwei Umkleidekabinen für die Schiedsrichter, einen Presseraum, einen Konferenzraum, einen Kindergarten, eine Krankenstation sowie Büros.
Im Sommer 1997 war der Pavelló Municipal, neben dem Pavelló Olímpic in Badalona und dem Palau Sant Jordi in Barcelona, einer der drei katalanischen Spielorte der Basketball-Europameisterschaft. In Girona wurden die Partien von zwei Vorrundengruppen sowie eine Gruppe der Zwischenrunde ausgetragen. Am 20. August 2005 erlitt die Halle einen Hagelschaden. Dabei wurde das Parkett der beiden Spielfelder durch den lichtdurchlässigen Teil des Dachs beschädigt. Die Kosten der Reparaturen und der Austausch des Parketts lagen bei 132.000 Euro. Diese übernahm die Versicherung. Vor der Saison 2005/06 erhielt die Heimat des CB Girona eine Anzeigetafel in Würfelform unter der Hallendecke. Die Kosten von 800.000 Euro übernahm der damalige Sponsor Akasvayu S.L., ein Immobilienunternehmen aus Barcelona. Das Final Four des FIBA EuroCup 2006/07 wurde in Girona ausgetragen. Der Akasvayu Girona traf auf Estudiantes Madrid, Virtus Bologna und den BK Asowmasch Mariupol. Das Halbfinale gegen Estudiantes ging mit 89:58 klar an Girona. Im Endspiel bezwang Girona die Ukrainer aus Mariupol mit 79:72. Am 12. Februar 2017 war der Pavelló Municipal Schauplatz des Endspiels um die Copa de la Reina de Baloncesto (Spanischer Frauen-Basketballpokal) zwischen den Gastgeberinnen des Uni Girona CB und Perfumerías Avenida aus Salamanca (76:80). In der Halle fand auch die Motorrad-Trialveranstaltung Trial Indoor Ciutat de Girona statt.

## Galerie

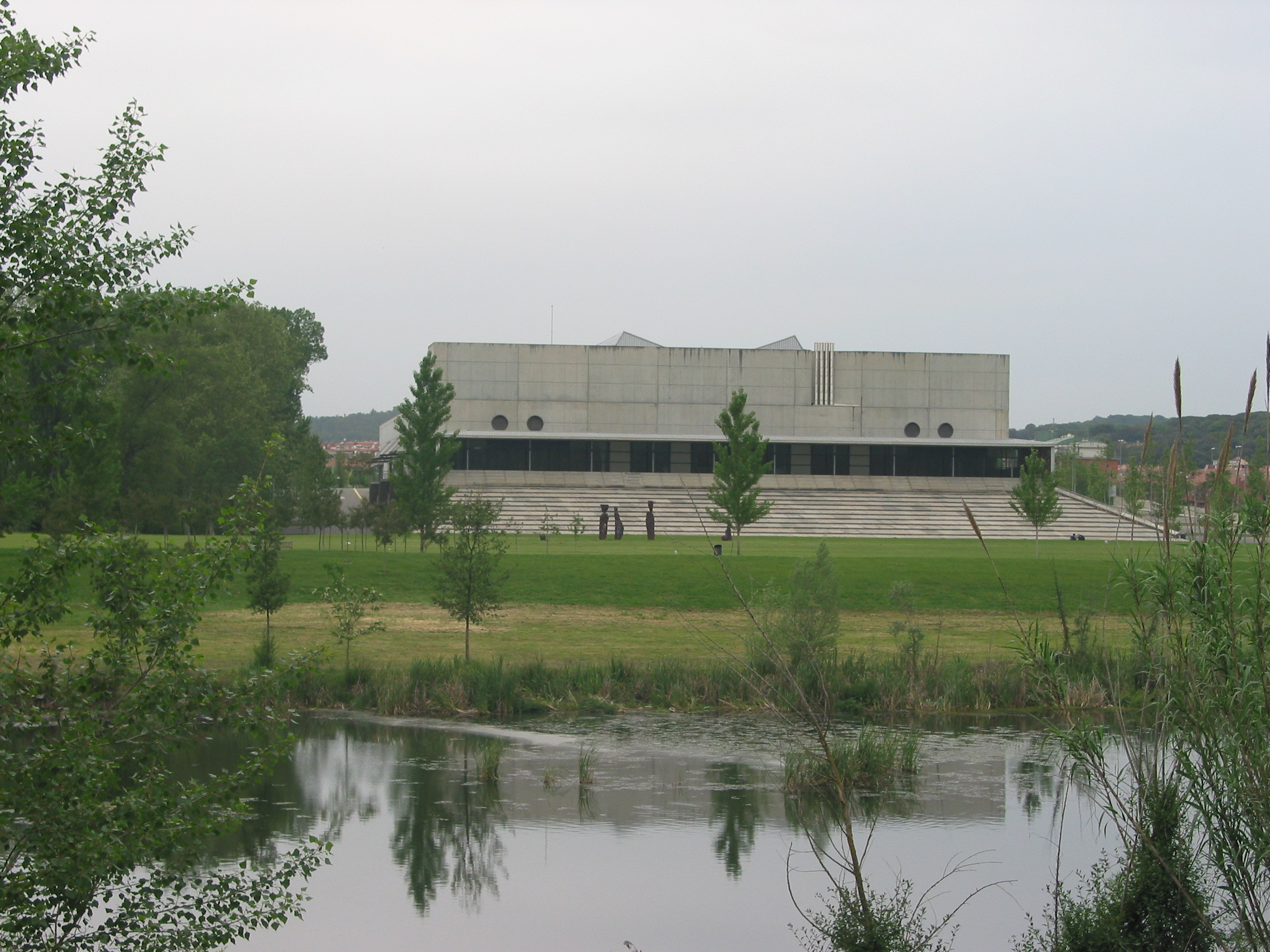
Der Pavelló Municipal Girona-Fontajau liegt am Ufer des Flusses Ter und dem Parc de la Devesa (Mai 2007)
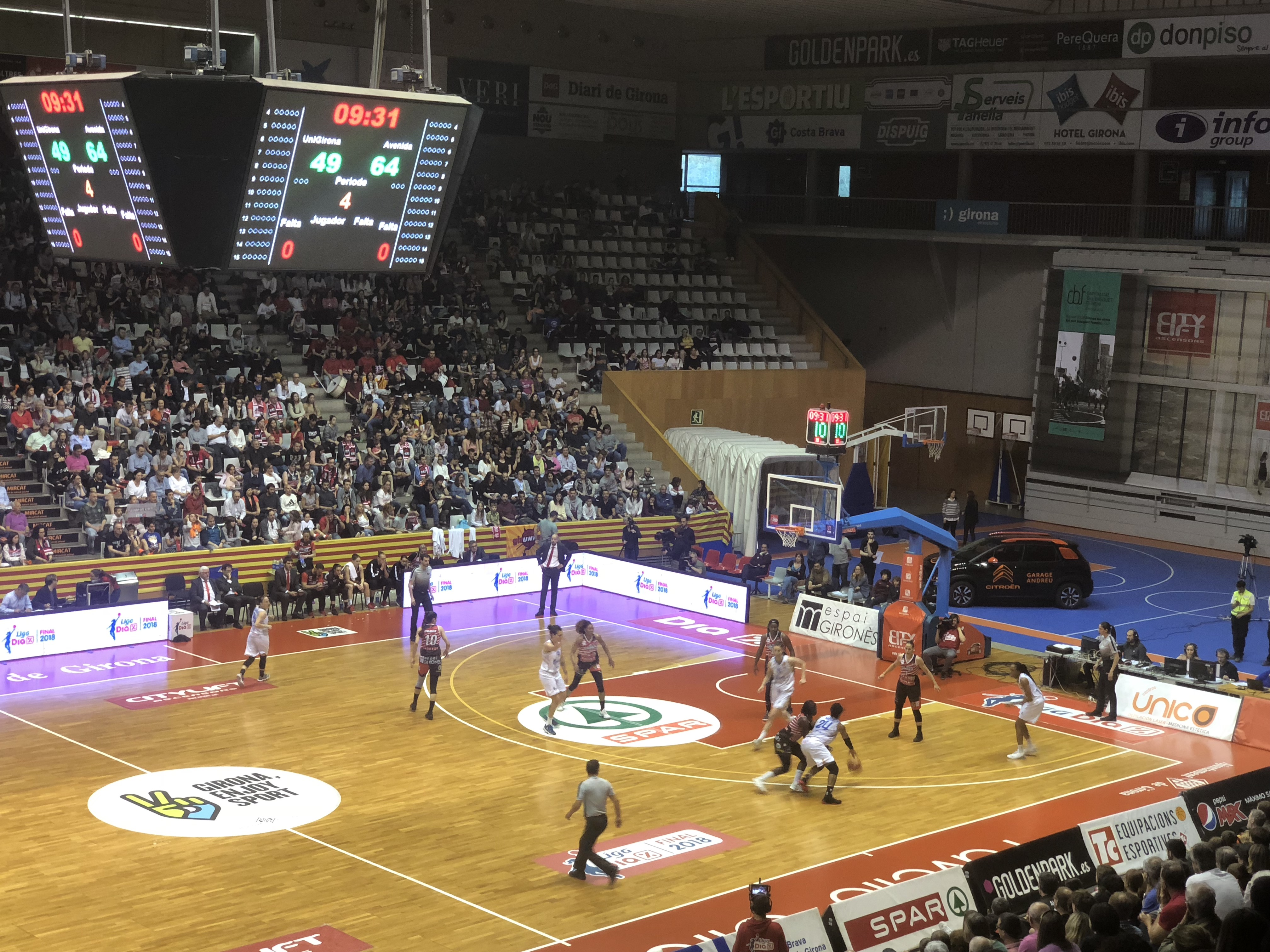
Partie der Liga Femenina des Uni Girona CB gegen Perfumerías Avenida im Pavelló Municipal (April 2018)